# Frank Worthington
Frank Stewart Worthington (* 23. November 1948 in Halifax; † 22. März 2021 in Huddersfield)  war ein englischer Fußballspieler, der vornehmlich auf der Position eines Stürmers eingesetzt wurde.

## Sportlicher Werdegang
Worthington debütierte für den seinerzeit in der Second Division antretenden Huddersfield Town im Erwachsenenbereich. Am Ende der Spielzeit 1969/70 stieg er mit dem Klub als Zweitligameister in die First Division auf. Nach dem Wiederabstieg als Schlusslicht der Spielzeit 1971/72 wechselte er innerhalb der englischen Meisterschaft zu Leicester City, nachdem ein Wechsel zum FC Liverpool aufgrund hohen Blutdrucks gescheitert war. Hier gehörte er unter Trainer Jimmy Bloomfield neben Keith Weller, Lenny Glover und Alan Birchenall in den folgenden fünf Jahren zu den unumstrittenen Stammspielern, dabei reüssierte er als regelmäßiger Torschütze und avancierte 1974 kurzzeitig zum englischen Nationalspieler. Nachdem die Auswahlmannschaft die Qualifikation für das Weltmeisterschaftsturnier 1974 verpasst hatte, trat Alf Ramsey als Nationaltrainer zurück und Interimstrainer Joe Mercer führte einen Umbruch durch. Nach seinem Debüt im Rahmen der British Home Championship 1973/74 am 15. Mai des Jahres gegen Nordirland, bei dem sein Mannschaftskamerad Weller das Tor zum 1:0-Endstand erzielte, stand er in allen sechs von Mercer bis zur Sommerpause verantworteten Partien auf dem Spielfeld. In seinem dritten Länderspiel eine Woche nach dem Debüt gegen Argentinien erzielte er sein erstes Länderspieltor. Im Herbst lief er noch zweimal unter Don Revie auf, ehe nach acht Länderspielen mit zwei Auswahltoren die Nationalmannschaftskarriere wieder beendet war.
Nach dem Abschied Bloomfields 1977 wechselte Worthington zum Zweitligisten Bolton Wanderers, mit dem er in der Spielzeit 1977/78 Zweitligameister wurde. Auf dem 17. Tabellenplatz hielt der Klub in der Erstliga-Spielzeit 1978/79 die Klasse. Dabei erzielte Worthington 24 der 54 Saisontore des Klubs und krönte sich damit zum englischen Torschützenkönig. Anschließend lief er im Sommer als Leihspieler für Philadelphia Fury in der North American Soccer League auf. Statt jedoch im Herbst zu Bolton zurückzukehren wurde er zu Birmingham City transferiert, wo er ebenfalls als Leihspieler in den Sommerpause beim schwedischen Klub Mjällby AIF sowie beim NASL-Team Tampa Bay Rowdies agierte.
Ab 1982 wurde Worthington zunehmend zum Wandervogel, der kurzzeitige Engagements in den beiden höchsten Ligen aneinanderreihte. So lief er maximal ein Jahr für Leeds United, AFC Sunderland, FC Southampton und Brighton & Hove Albion auf, ehe er sich 1985 dem Viertligisten Tranmere Rovers als Spielertrainer anschloss. Hier stand er zwei Saisons unter Vertrag, anschließend folgten erneut wechselnde Spielstationen – nun allerdings in den unteren Profiligen, in Südafrika bzw. im Non-League football. 1991/92 beendete er mit über 40 Jahren als Spielertrainer von Halifax Town seine aktive Laufbahn.